# Prowincja Mukdahan
Mukdahan (taj. มุกดาหาร, również Mukdaharn) – jedna z prowincji (changwat) Tajlandii. Sąsiaduje z prowincjami Amnat Charoen, Yasothon, Roi Et, Kalasin, Sakon Nakhon i Nakhon Phanom oraz laotańską prowincją Savannakhét (granicą między nimi jest rzeka Mekong).